# Шмарчна
Шмарчна (словен. Šmarčna) је насељено место у општини Севница, Посавска регија, Словенија.

## Историја
До територијалне реорганизације у Словенији била је у саставу старе општине Севница.

## Становништво
У попису становништва из 2011. године, Шмарчна је имала 89 становника.
| Број становника према пописима | Број становника према пописима | Број становника према пописима |
| ------------------------------ | ------------------------------ | ------------------------------ |
| 1991                           | 2002                           | 2011                           |
| 124                            | 95                             | 89                             |